# Abd Al-Karim Gharaybeh
Abd Al-Karim Gharaybeh (arabisch عبد الكريم غرايبة, DMG ʿAbd-al-Karīm Ġarāyiba; * 1923 in Irbid; † 22. Februar 2014) war ein jordanischer Historiker und Schriftsteller. Er war Mitglied des Jordanischen Senats und amtierte mehrmals als Präsident der Universität von Jordanien.
Seine Ph.D. Dissertation English traders in Syria 1744–1791 schrieb er an der School of Oriental and African Studies der University of London (1950). Damit erhielt er als erster Jordanier einen Doktortitel in Geschichte.
Er war einer der 138 Unterzeichner des offenen Briefes Ein gemeinsames Wort zwischen Uns und Euch (engl. A Common Word Between Us & You), den Persönlichkeiten des Islam an „Führer christlicher Kirchen überall“ (engl. „Leaders of Christian Churches, everywhere …“) sandten (13. Oktober 2007).